# I secreti della signora Isabella Cortese
I secreti della signora Isabella Cortese (o I secreti della signora Isabella Cortese né quali si contengono cose minerali, medicinali, arteficiose e alchimiche, e molte de l'arte profumatoria, appartenenti a ogni gran Signora) è il titolo di un libro di ricette, principalmente di cosmetologia, attribuite a Isabella Cortese e pubblicato per la prima volta nel 1561, a Venezia.
L'edizione definitiva è stata pubblicata nel 1562, poi nel 1565, 1574, 1584, 1588, 1595, 1603, 1614, 1619, 1625, 1642, 1662, 1665, 1677. Essa è anche tradotta in tedesco nel 1592 e 1596.
Oltre alla prima edizione, che riunisce tre parti, tutte le ristampe sono in quattro parti. Esse sono dedicate alla medicina (27 capitoli), all'alchimia (75 capitoli), alla tintura e la fabbricazione di inchiostri (80 ricette), e la quarta, la più importante, alla cosmetologia; questa ultima parte occupa più della metà del libro (221 ricette), dove si impara a fare i saponi, acqua e oli profumati, creme e lozioni, e ciprie.